# 達坂城的姑娘
《達坂城的姑娘》原是一首維吾爾族的民謠，原名《康巴爾罕》（Qambarxan），旨在表達維吾爾青年對一位名叫康巴爾罕的美麗女子的嚮往之情。歌曲的背景為新疆達坂城地區。

## 改編

### 普通話版
1938年，被時為西北抗戰劇團演員的王洛賓配以漢語改編，以《馬車夫之歌》之名傳唱於蘭州地區。由此成為現代中國第一首漢語譯配的維吾爾民歌。後來又有人把王洛賓版本的歌詞稍改，變成《達坂城的姑娘》；也有人再度改編，變成江南風光的《杭州姑娘》，《杭州姑娘》往往變成《達坂城的姑娘》的第二段。
歌曲後又以二胡獨奏、舞蹈等多種形式改編。以歌配獨舞形式的《達坂城的姑娘》代表新疆在2001年朝鮮平壤四月之春友誼藝術節上獲得金獎。

### 粵語版
在1960年代，隨著《達坂城的姑娘》流傳至廣東、港澳地區，被當地兒童改編成粵語童謠《大笨象會跳舞》；由於是口耳相傳，《大笨象會跳舞》歌詞有不同版本，但都以「大笨象會跳舞，馬騮仔會上樹」兩句開始。

### 臺灣版
由於音近，常被訛傳爲「大阪城的姑娘」。

## 原詞及翻譯
Qambarxan
康巴爾罕
Uyğur Xeliq Naxşise
维吾尔民歌
Davançiñniği  yeri    qattiq    tavuzi  tatliq
达坂城的泥土硬 西瓜卻很甜美
Davançiñda  bir   yarım  bar Qambarxan atlıq
我的愛人在達坂城 康巴爾罕真甜美
Qambarxanniği    saçı    uzun     yerge  tegemdu
康巴爾罕的頭髮多麼長啊 長至及地啊
Qambarxandın sorap beqiñ     erge     tegemdu
請問親愛的康巴爾罕 想不想要個丈夫
Uşşaqqina ünçilirim çeçilip ketti   terip berseñçu
我的小珍珠散落在地上 請幫我撿起它們
Soyey disem  boyum  yetmes    egilip  berseñçu
我想親親你 但不夠高 請你低下頭來
Atlarıñnı  xaydaydiken  muz davan bilen=(birlen)
一個人能夠騎著駿馬 踏遍霜峰雪嶺
Bir   yaxşını   qiynaydiken    bir     yaman birlen
一個美好靈魂 飽受一個壞人 痛苦折磨
Qarısam   görenmeydu Davançiñdiği     qorğan
要相見啊真是難啊 不管有多難覓啊
Ecep      bir      yaman iken    Qambarxandin  ayrilğan
與康巴爾罕分離啊 真是極難忍受啊

## 王洛賓版本
达坂城的石路硬又平啊 西瓜呀大又甜啊
那里住的姑娘辫子长啊 两个眼睛真漂亮
你要想嫁人 不要嫁给别人 一定要嫁给我
带着你的嫁妆 带着你的妹妹 赶着那马车来

## 較通行版本
达坂城的石路硬又平啊 西瓜大又甜啊
那裏住的姑娘辫子长啊 能不能夠到地上（兩個眼睛真漂亮）
假如你要嫁人 不要嫁给别人啊 一定要你嫁给我
带着百萬錢財 領着你的妹妹 跟着我马车来
杭州城的榧子（梨子）脆又香啊 枇杷大又甜啊
杭州城的姑娘木佬佬的好啊 没有一个不漂亮（兩個眼睛真漂亮）
假如你討老婆 不要娶别人啊 一定要你娶了我（娶了走）
带着百輛馬車（百畝田產） 领着你的親隨 跟着我轎子（花轎）来